# Machaerium nicaraguense
Machaerium nicaraguense é uma espécie vegetal da família Fabaceae.
Pode ser encontrada nos seguintes países: Honduras e Nicarágua.